# Maxim Zetkin

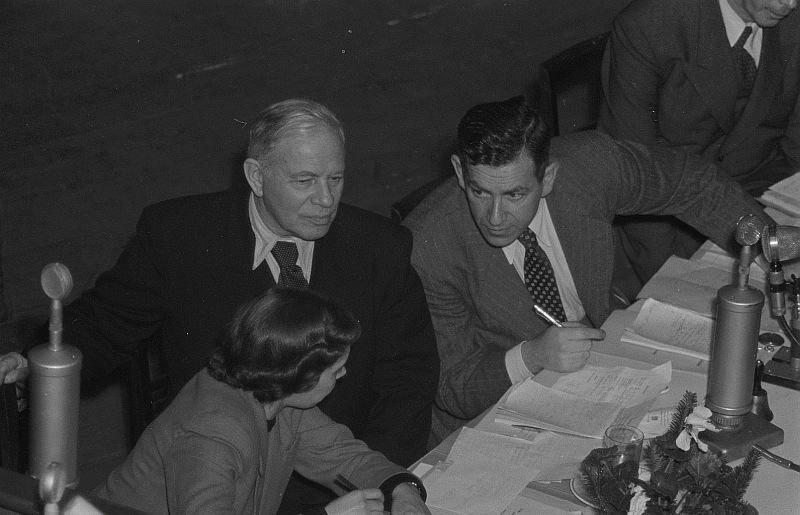
Maxim Zetkin (links oben), 1953

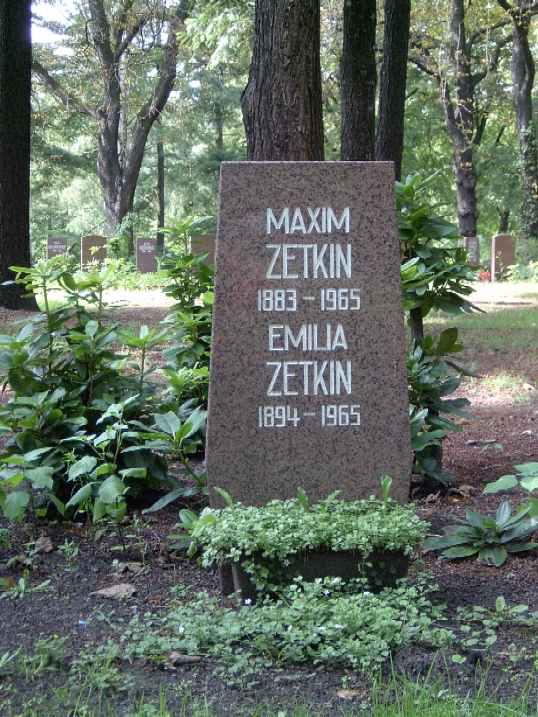
Grab von Maxim Zetkin auf dem Zentralfriedhof Friedrichsfelde

Maxim Zetkin (* 1. August 1883 in Paris; † 19. August 1965 in Ost-Berlin) war ein deutscher Chirurg.

## Leben und Wirken
Maxim Zetkin wurde 1883 als Sohn von Ossip und Clara Zetkin in Paris geboren. Zwei Jahre später kam sein jüngerer Bruder Kostja zur Welt. Nach dem Besuch des Karls-Gymnasiums in Stuttgart studierte Zetkin von 1902 bis 1908 Medizin in München. Er wurde dort im Jahr 1909 promoviert. 1902 trat Zetkin in die SPD ein, er wechselte 1917 zur USPD und 1919 zur KPD. Noch in Stuttgart heiratete er 1919 die Mitarbeiterin seiner Mutter Marie Johanna Buchheim, mit der er 1922 den Sohn Wolfgang bekam (als Wehrmachtssoldat im Zweiten Weltkrieg in Russland gefallen).
Ab 1920 arbeitete Zetkin als Chirurg in Moskau und wurde auch in Russland politisch tätig. Er gehörte ab 1924 der KPdSU an. 1935 wurde er Dozent am Medizinischen Institut in Moskau. In den Jahren 1936 und 1937 nahm er als Arzt in den Reihen der Republikanischen Armee am Spanischen Bürgerkrieg teil.
Nach seiner Rückkehr in die Sowjetunion war er von 1939 bis 1941 in Moskau als Chefarzt und danach bis zum Kriegsende im Kaukasus tätig. 1942 heiratete er in Moskau die verwitwete Emilia Milowidowa (1894–1965), die er nur zwei Wochen überleben sollte.
Maxim Zetkin kehrte nach Kriegsende 1945 nach Deutschland zurück und wirkte beim Wiederaufbau des Gesundheitswesens in der sowjetischen Besatzungszone mit. Er trat 1946 der SED bei. Von 1947 bis 1960 war er als Professor an der Berliner Humboldt-Universität tätig. Parallel dazu wurde er 1949 Ärztlicher Direktor der Charité und ab 1950 leitender Mitarbeiter im Ministerium für Gesundheitswesen.
Maxim Zetkin war Mitbegründer des Verlags Volk und Gesundheit und gab unter anderem zusammen mit Herbert Schaldach das Wörterbuch der Medizin (WdM) heraus.
Die Urnen von Maxim und Emilia Zetkin wurden bei einer gemeinsamen Trauerfeier in der Grabanlage „Pergolenweg“ des Berliner Zentralfriedhofs Friedrichsfelde beigesetzt.

## Ehrungen
Für sein Wirken wurde er 1950 mit dem Ehrentitel Verdienter Arzt des Volkes, 1955 mit dem Vaterländischen Verdienstorden in Bronze und 1958 in Silber sowie in Gold ausgezeichnet. Zetkin war außerdem Träger der Hans-Beimler-Medaille und des Ehrentitels Hervorragender Wissenschaftler des Volkes (1963). Er wurde 1955 korrespondierendes Mitglied der Deutschen Akademie der Wissenschaften zu Berlin. 
In Adlershof wurde 1977 eine Gemeinschaftsklinik für den Fernsehfunk der DDR und die AdW der DDR unter seinen Namen eröffnet. Das Südharz Klinikum Nordhausen war von 1983 bis 1991 nach ihm benannt, die 1990 aufgelöste Militärmedizinische Sektion an der Universität Greifswald seit 1987.

## Schriften (Auswahl)
- als Hrsg.: Die Chirurgie des Traumas. Berlin 1955–1958.
- als Hrsg. mit Herbert Schaldach: Wörterbuch der Medizin. Verlag Volk und Gesundheit, Berlin 1956; als Taschenbuchausgabe in 3 Bänden: dtv, Stuttgart 1974; 6. Auflage, hrsg. von Herbert Schaldach, 3 Bände, Stuttgart 1978. Insgesamt 16 Auflagen. Zuletzt: Maxim Zetkin, Herbert Schaldach: Lexikon der Medizin. 16. Auflage, Ullstein Medical Verlag, Wiesbaden 1999, ISBN 3-86126-126-X.
- als Hrsg.: Deutsche Gesamtausgabe der Werke von I. P. Pawlow. Berlin 1953–1954.